# جورج ستيفنز (سياسي أمريكي، مواليد 1932)
جورج ستيفنز (بالإنجليزية: George Stevens)‏ هو سياسي أمريكي، ولد في 1932 في جونكشن في الولايات المتحدة، وتوفي في 2006 في سان دييغو في الولايات المتحدة. نشط حزبياً في الحزب الديمقراطي.